# Episodi di Samurai (prima stagione)
Prima Stagione
| nº   | Titolo originale                             | Titolo italiano          | Prima TV Giappone | Prima TV Italia |
| ---- | -------------------------------------------- | ------------------------ | ----------------- | --------------- |
| 1    | My Son and My Sword for Hire                 | Dramma del passato       |                   |                 |
| 2    | Fangs of the Wolf                            | Il villaggio del terrore |                   |                 |
| 3    | Ikkoku-Bashi Bridge                          | Il messaggio di Seikiki  |                   |                 |
| 4    | Highway of Assassins                         | Dolorosi ricordi         |                   |                 |
| 5    | The Lowly Maid                               | Daigoro e Omatsu         |                   |                 |
| 5bis | Gomune o Yuki                                | Oyuki                    |                   |                 |
| 6    | Amya and Anema                               | Omatsu                   |                   |                 |
| 7    | The Guns of Sakai                            | Il fucile di Sakai       |                   |                 |
| 8    | The Castle Wall Attack                       | La difesa della libertà  |                   |                 |
| 9    | Six Roads to Infinity                        | Il ritorno di Gumbei     |                   |                 |
| 10   | Baby Cart on the River Styx                  | Okoh                     |                   |                 |
| 11   | Deer Hunters                                 | Il rivale di Itto Ogami  |                   |                 |
| 12   | O-Chiyo's Boat                               | Uccidete il Duca         |                   |                 |
| 13   | No Betrayal                                  | La ladra misteriosa      |                   |                 |
| 14   | North to South, East to West                 | Da oriente a occidente   |                   |                 |
| 15   | Night of Fangs                               | Erbe miracolose          |                   |                 |
| 16   | Cloud Tiger, Wind Dragon                     | La fiducia perduta       |                   |                 |
| 17   | Executioner Asaemon                          | Degno discepolo          |                   |                 |
| 18   | Half Mat, One Mat, Two And A Half Go Of Rice | Un samurai in piazza     |                   |                 |
| 19   | The 8 Gate Attack Formation                  | La morsa si stringe      |                   |                 |
| 20   | Chrysanthemum Inn                            | Il fiore del ricordo     |                   |                 |
| 21   | The Crossing Guard                           | La festa dei mercenari   |                   |                 |
| 22   | The Tragedy Of Beku No Ji                    | Un'erba chiamata Kanoji  |                   |                 |
| 23   | Thread of Tears                              | La donna del samurai     |                   |                 |
| 24   | The Yagyu Letter                             | I traghettatori          |                   |                 |
| 25   | Daigoro's Song                               | Un degno erede           |                   |                 |
| 26   | Drifting Shadows                             | Agguato mortale          |                   |                 |